# Pop Art

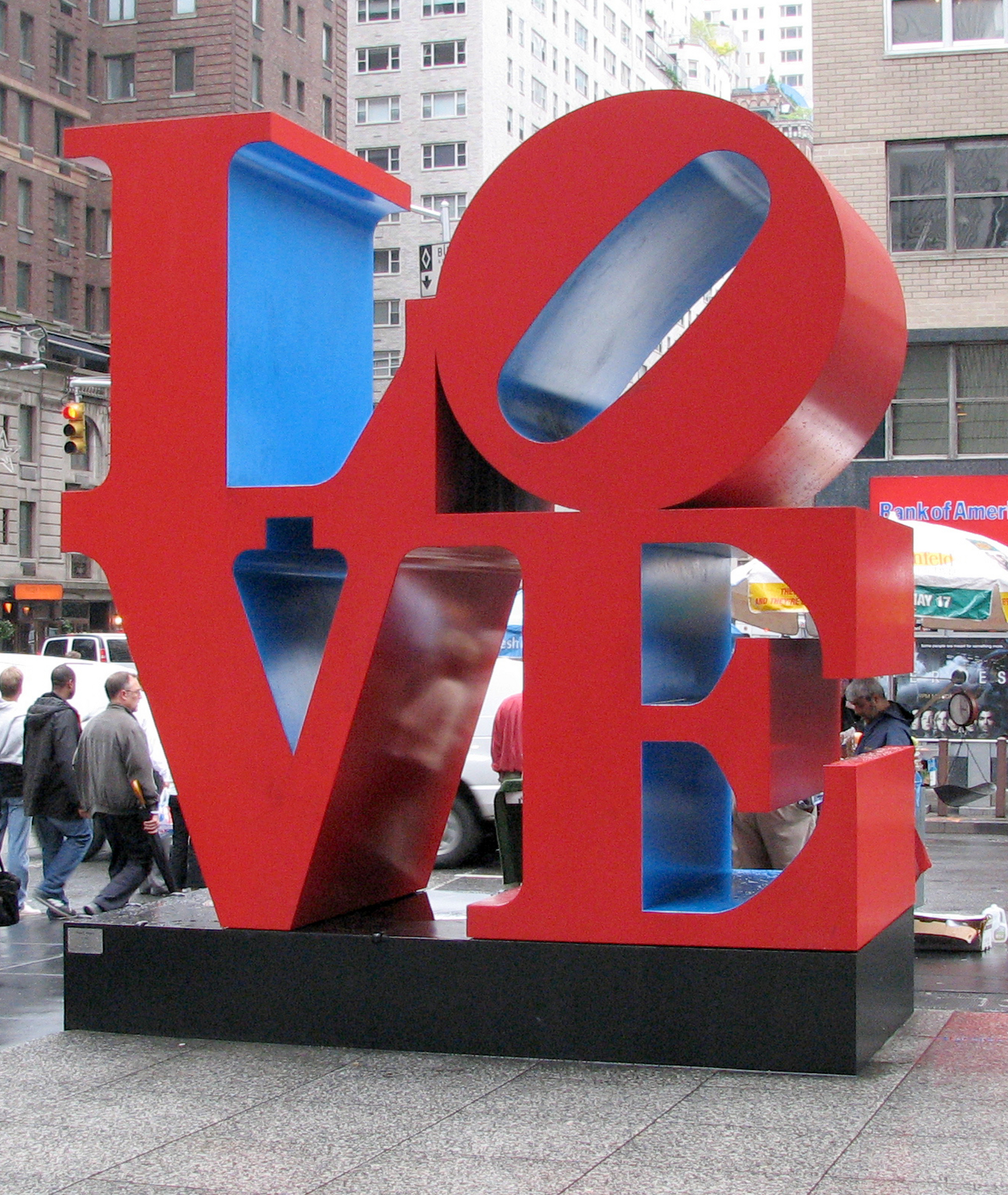
Skulptur Love von Robert Indiana in New York City, USA

Die Pop Art (auch Pop-Art) ist eine Kunstrichtung, vor allem in der Malerei und Skulptur, die Mitte der 1950er Jahre unabhängig voneinander in Großbritannien und den USA entstand, und in den 1960er Jahren zu einer vorherrschenden künstlerischen Ausdrucksform Nordamerikas und Europas wurde.
Die Motive sind häufig der Alltagskultur, der Welt des Konsums, den Massenmedien und der Werbung entnommen, wobei die Darstellung in fotorealistischer und meist überdimensionierter Abbildung erfolgt.

## Definition
Pop Art steht abgekürzt für popular art (engl. popular = beliebt, volkstümlich) – die Bezeichnung wird dem englischen Kunstkritiker Lawrence Alloway zugeschrieben – wird häufig als Reaktion auf die betont intellektuelle abstrakte Kunst charakterisiert und wendet sich dem Trivialen zu. Der Popkünstler fordert die absolute Realität, das heißt, dass alle Elemente rein, klar definierbare Gegenstands-Elemente sein müssen. Die Formen werden bei einigen Künstlern wie in Comic-Heften mit schwarzen Linien umrandet (Outlines). Oft sind die dargestellten Gegenstände wie in einem Plakat ohne Tiefe, also flächig gestaltet. Die Farben sind immer klar, es werden meistens nur die unbunten und Primärfarben angewendet.
Innerhalb der Pop Art kann man zwei verschiedene Grundhaltungen ausmachen: Zum einen eine anfängliche Begeisterung für den nach dem Zweiten Weltkrieg (wieder)erlangten Wohlstand und die damit verbundene Konsumgesellschaft, zum anderen eine spätere kritische Haltung. Diese ist auf Geschehnisse wie den Vietnamkrieg, die Ermordung John F. Kennedys, Rassenunruhen und den steigenden Drogenkonsum in den USA in den 1960er Jahren zurückzuführen, da sie die Verwundbarkeit dieser scheinbar perfekten kalkulierten Wohlstandsgesellschaft aufzeigten.

## Pop Art in Großbritannien
Unter vielen Kunsthistorikern und Kritikern gilt Richard Hamilton als Gründer der Pop Art, obwohl er es zeit seines Lebens ablehnte, als „Vater der Pop Art“ bezeichnet zu werden. Sein Werk Just What Is It That Makes Today’s Homes So Different, So Appealing? von 1956 (Collage, heute: Kunsthalle Tübingen) gilt als erstes Werk der Pop Art, das alle typischen Ingredienzien enthielt. Die Arbeit wurde als Motiv für das Plakat zur Ausstellung This is Tomorrow genutzt, die 1956 in der Whitechapel Art Gallery in London stattfand. Diese Ausstellung war das letzte gemeinsame Ereignis der Independent Group, ein von befreundeten Künstlern gebildeter Kreis, der das Phänomen der Massenmedien und ihre Beziehung zur zeitgenössischen Kunst diskutierten. Gleichzeitig wollte der Kreis einer interessierten Öffentlichkeit neue Themen in ungewöhnlicher Präsentationsform nahebringen.
Eduardo Paolozzi, Peter Blake, David Hockney, Allen Jones, R. B. Kitaj, Peter Phillips sowie Pauline Boty waren die weiteren wichtigsten Künstler der englischen Pop Art. Die Band The Beatles steuerten das Musikalbum Sgt. Pepper’s Lonely Hearts Club Band bei.

## Pop Art in den USA und Europa

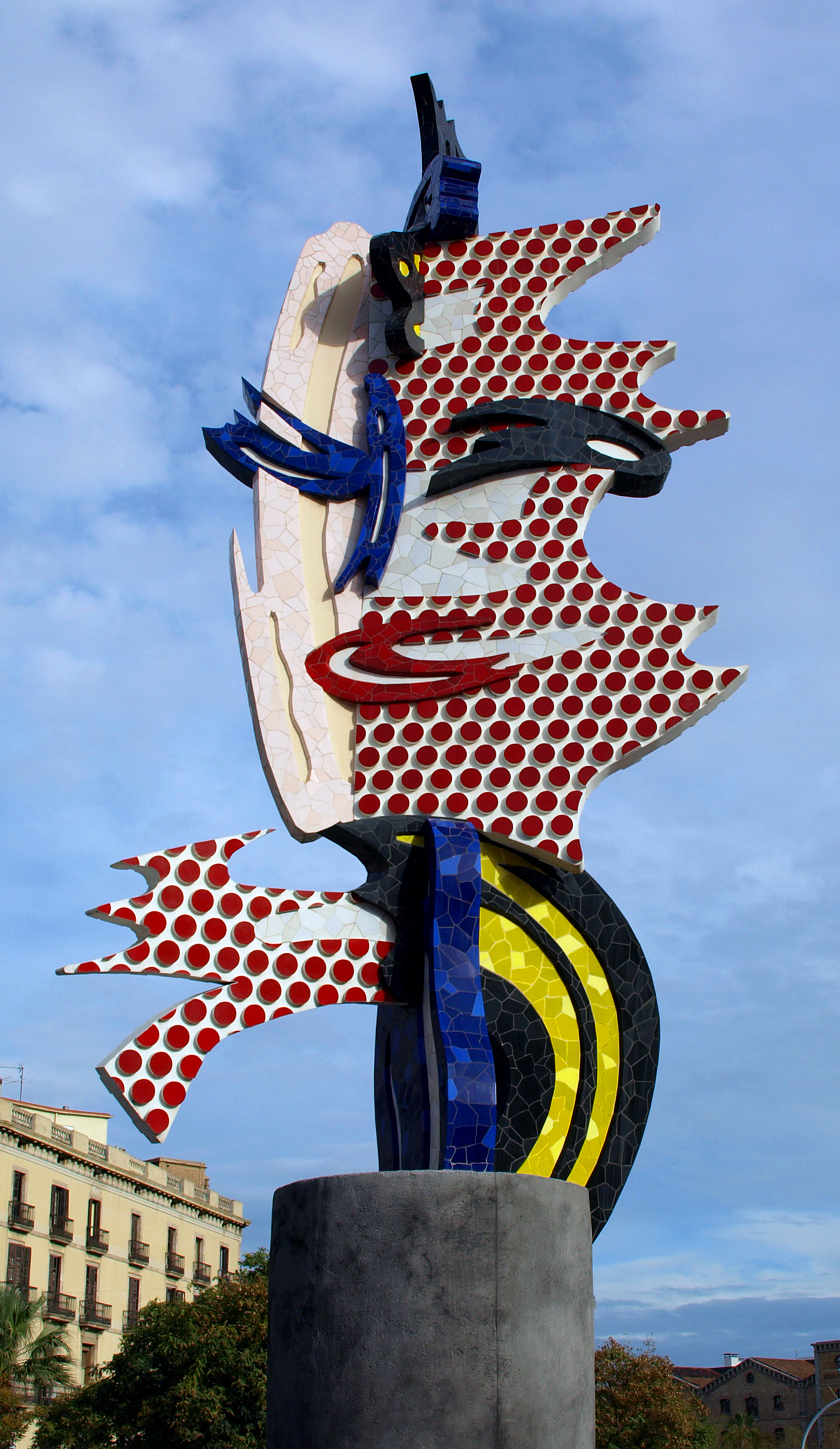
Roy Lichtenstein: The Head, 1992 (Barcelona)

In den Vereinigten Staaten wurde Pop Art als bewusste Abkehr von der Malerei des abstrakten Expressionismus verstanden. Aufgrund der künstlerischen Tradition der USA war die Pop Art hier direkter und weniger theoretisch ausgerichtet als in Europa. Ein wichtiger Wegbereiter war Richard Lindner. Sehr bekannt sind die Flaggen-Bilder von Jasper Johns und die Materialobjekte von Robert Rauschenberg, die als Vorläufer der Pop Art gelten, ohne selbst dieser Stilrichtung anzugehören. Zur genuinen Pop Art zählen die Siebdrucke von Andy Warhol und die Comic-Bilder und Comicfiguren von Roy Lichtenstein, die Gegenstands-Nachbildungen aus weichen Materialien von Claes Oldenburg und Coosje van Bruggen, die großformatigen Bilder von James Rosenquist, die Love-Skulpturen von Robert Indiana und die antiseptischen Badezimmer-Szenen von Tom Wesselmann. Andy Warhol gilt als der Pop-Künstler schlechthin, der Pop als Person und als Kunst repräsentiert. Er und eine Reihe weiterer Pop-Künstler (Lichtenstein, Rosenquist, Wesselmann) kamen aus der kommerziellen Kunstpraxis, die in den kapitalistischen USA keinen Makel bedeutet. Warhol war bereits als Werbegrafiker erfolgreich und vermarktete seine Kunst noch erfolgreicher.
Mit der Ausstellung New Painting of Common Objects zeigte Walter Hopps 1962 in Pasadena im Pasadena Museum of Art die erste Übersicht über die neue US-amerikanische Pop Art in einem Museum. Einer der letzten noch lebenden Vertreter aus der Anfangszeit der US-amerikanischen Pop Art ist James Gill.
In Europa wurde die US-amerikanische Pop Art erstmals 1964 in den Ausstellungen Amerikansk pop-konst im Moderna Museet Stockholm, Kopenhagen und Amsterdam und Neue Realisten & Pop Art im Gemeentemuseum Den Haag, Wien, Berlin und Brüssel gezeigt, in größerem Umfang 1968 auf der 4. documenta in Kassel. Der Sammler Peter Ludwig erwarb große Werkblöcke, die später als Schenkung in das Kölner Museum Ludwig übergingen, wo sich noch heute eine der größten Sammlungen von Pop Art außerhalb der USA befindet. Ende der 1980er Jahre kamen aus der Sammlung von Karl Ströher umfangreiche Werkgruppen mit Arbeiten von Warhol, Lichtenstein, Jasper Johns und Rauschenberg in den Bestand des Museums für Moderne Kunst in Frankfurt am Main.
Als eine ironische Variante zum Pop prägten 1963 vier Düsseldorfer Künstler – Gerhard Richter, Sigmar Polke, Konrad Lueg und Manfred Kuttner – für ihre gemeinsame Ausstellung in einem verlassenen Düsseldorfer Ladenlokal (Mai 1963) den Begriff Kapitalistischer Realismus. Wenige Monate später veranstalteten Richter und Lueg unter dem Titel Leben mit Pop – eine Demonstration für den kapitalistischen Realismus eine Performance in einem Düsseldorfer Möbelhaus (11. Oktober 1963). Gemeinhin werden diese beiden Veranstaltungen als die Geburtsstunde des deutschen Pop verstanden.
Der Berliner Galerist René Block nutzte den Begriff Kapitalistischer Realismus zur Klassifizierung der von ihm ausgestellten Künstler KP Brehmer, Karl Horst Hödicke, Sigmar Polke und Wolf Vostell. Sie isolierten banale Gegenstände des Alltags entweder allein oder in Collagen, wie sie etwa Wolf Vostell in Dé-coll/agen und Verwischungen oder KP Brehmer in seinen Trivialgrafiken verfremdet und verarbeitet.

## Rauschenberg, Johns, Hockney
Zu Unrecht werden Rauschenberg, Jasper Johns und Hockney gewöhnlich der Pop Art zugerechnet. Sie können allenfalls als deren unwillentliche Wegbereiter angesehen werden.
Mit seinen Combine paintings richtete Robert Rauschenberg, wie der Kunstkritiker Klaus Honnef schreibt, seinen Blick nicht auf die glamourösen Seiten der urbanen Zivilisation, „sondern auf das Verbrauchte und Ausgesonderte“ und verleihe ihm eine „neue pathetische Würde“. Im Rückblick scheinen sie mehr mit dem Abstrakten Expressionismus gemein zu haben als mit der Pop Art. Zwar griff sein Frühwerk der späteren Pop Art voraus, „der er sich aber nie ganz verschrieb“.
Jasper Johns sagte von sich selbst „Ich bin kein Pop-Künstler!“ Und in der Tat – so Klaus Honnef – verbinde ihn fast nichts mit Pop, obwohl manchen sein Gemälde Flag (die US-amerikanische Flagge in Enkaustik) von 1954/55 als ein „Meilenstein auf dem Weg zur Pop Art“ galt. Ihm selbst ging es um die Frage nach der Differenz von Kunst und Realität: Ist Flag ein Gemälde oder eine Flagge? Seine Antwort: beides; allein die malerische Behandlung des Gegenstandes lässt die Differenz erkennen.
Auch David Hockney hat außer einer Handvoll Arbeiten aus seiner Frühzeit keine ausgesprochenen Pop-Bilder gemalt.

## Frühe Ausstellungen der Pop Art
- 1956: Whitechapel Art Gallery, London: This Is Tomorrow, kuratiert von Lawrence Alloway[17]
- 1958: Leo Castelli Gallery, New York, Jasper Johns (erste Einzelausstellung)[18]
- 1958: Leo Castelli Gallery, New York, Robert Rauschenberg[19]
- 1962: Sidney Janis Gallery, New York, The New Realists von US-amerikanischer Seite u. a. mit Jim Dine, Robert Indiana, Roy Lichtenstein, Robert Moskowitz, Claes Oldenburg, James Rosenquist, George Segal, Andy Warhol und Tom Wesselmann. Dazu viele Nouveaux Realistes; Stable Gallery, New York, Robert Indiana. Einzelausstellungen aller führenden Künstler in NYC.
- 1962: Leo Castelli Gallery, New York, Roy Lichtenstein
- 1963: Galerie Ileana Sonnabend, Paris, Roy Lichtenstein; The Jewish Museum, New York, Robert Rauschenberg; Solomon R. Guggenheim Museum, New York, Six Painters and The Object mit Jim Dine, Jasper Johns, Roy Lichtenstein, Robert Rauschenberg, James Rosenquist und Andy Warhol
- 1964: Februar–April: Amerikansk pop-konst. Moderna Museet, Stockholm. Danach im Louisiana Museum of Modern Art (Humlebæk) und im Stedelijk Museum (Amsterdam).
- 1964: Nieuwe Realisten, Gemeentemuseum Den Haag, danach im Gemeindemuseum Wien, als Neue Realisten & Pop Art in der Akademie der Künste, Berlin. Und in Brüssel im Palais des Beaux-Arts.

## Bedeutende Vertreter
- Andora (Künstler) (* 1958)
- Werner Berges (1941–2017)
- Peter Blake (* 1932)
- Patrick Caulfield (1936–2005)
- Jim Dine (* 1935)
- Charles Fazzino (* 1955)
- James Gill (* 1934)
- Richard Hamilton (1922–2011)
- Keith Haring (1958–1990)
- Dorothy Iannone (1933–2022)
- Robert Indiana (1928–2018)
- Allen Jones (* 1937)
- Steve Kaufman (1960–2010)
- Corita Kent (1918–1986)
- Kiki Kogelnik (1935–1997)
- Fritz Köthe (1916–2005)
- Nicholas Krushenick (1929–1999)
- Yayoi Kusama (* 1929)
- Roy Lichtenstein (1923–1997)
- Peter Max (* 1937)
- Takashi Murakami (* 1962)
- Claes Oldenburg (1929–2022)
- Eduardo Paolozzi (1924–2005)
- Sigmar Polke (1941–2010)
- Mel Ramos (1935–2018)
- Robert Rauschenberg (1925–2008)
- Larry Rivers (1923–2002)
- James Rizzi (1950–2011)
- James Rosenquist (1933–2017)
- Niki de Saint Phalle (1930–2002)
- Christian Silvain (* 1950)
- Wayne Thiebaud (1920–2021)
- Joe Tilson (1928–2023)
- Peter Travaglini (1927–2015)
- Wolf Vostell (1932–1998)
- Andy Warhol (1928–1987)
- Tom Wesselmann (1931–2004)